# Ceradenia argyrata
Ceradenia argyrata är en stensöteväxtart som först beskrevs av Jean Baptiste Bory de Saint-Vincent och Carl Ludwig Willdenow, och fick sitt nu gällande namn av Barbara S. Parris. Ceradenia argyrata ingår i släktet Ceradenia och familjen Polypodiaceae. Inga underarter finns listade.